# Elizabeth Margaret Chandler
Elizabeth Margaret Chandler (ur. 24 grudnia 1807 w Centre w stanie Delaware, zm. 2 listopada 1834) – amerykańska pisarka i poetka, znana jako pierwsza autorka, która uczyniła z abolicji (wyzwolenia niewolników) główny temat swojej twórczości.

## Życiorys
Elizabeth Margaret Chandler urodziła się w wigilię Bożego Narodzenia 1807 roku jako córka Thomasa Chandlera (1773–1817) i Margaret Evans (1778–1808). Jej rodzice byli kwakrami. Poetka miała dwóch starszych braci, Williama Guesta Chandlera (1804–1873) i Thomasa Chandlera (1806–?). Wcześnie osierocona, była wychowywana w Filadelfii w Pensylwanii przez babkę, Elizabeth Guest Evans (1744–1827). W szkole uczyła się krótko, najprawdopodobniej do ukończenia dwunastego lub trzynastego roku życia. Dalej edukowała się sama. Z kwakierskiej grupy religijnej wyniosła mocną niechęć do niewolnictwa, które było legalne w wielu stanach i stanowiło niekiedy podstawę systemu społecznego i gospodarki. Wraz ze swoją sąsiadką i przyjaciółką Laurą Smith Haviland założyła Logan Female Anti-Slavery Society. Poetka zmarła na febrę w roku 1834.

## Twórczość
Za życia poetka opublikowała niewiele. Wiersz The Slave Ship (Statek niewolników), który przyniósł jej nagrodę, spotkał się z uznaniem prominentnego abolicjonisty Benjamina Lundy'ego, który namawiał młodą, osiemnastoletnią wtedy autorkę do pisania do wydawanego przez niego periodyku Genius of Universal Emancipation. W swoich tekstach Elizabeth Margaret Chandler opowiadała się za zniesieniem niewolnictwa, pełną asymilacją czarnoskórych, której nie było nawet w stanach, gdzie nie funkcjonowało niewolnictwo, lepszym traktowaniem Indian, jak również nawoływała do udziału kobiet w ruchu abolicjonistycznym. Po śmierci poetki Benjamin Lundy wydał w 1836 jej książki Essays, Philanthropic and Moral (Eseje filantropijne i moralne) i Poetical Works by Elizabeth Margaret Chandler; with a Memoir of Her Life and Character (Dzieła poetyckie Elizabeth Margaret Chandler ze wspomnieniem o jej życiu i charakterze). Poetka napisała między innymi poemat The Brandywine, ułożony strofą spenserowską. Tej samej kunsztownej formy poetka użyła również w wierszach Summer Morning (Letni poranek), Noah (Noe), Moonlight (Światło księżyca), Storm (Burza), Night (Noc), Midnight (Północ) i The Chinese Son (Chiński  syn). W wierszu To a Crocus (Do krokusa) autorka wykorzystała inną tradycyjną formę, strofę Burnsa.